# 아버지 (1983년 드라마)
《아버지》는 한국방송공사 1TV 특집드라마이다.

## 제작진
- 극본 : 박찬성
- 연출 : 하강일

## 출연진
- 강태기
- 김형자
- 박용식
- 박칠용
- 백일섭
- 사미자
- 유병준
- 이치우
- 임혁
- 정진
- 정윤희
- 정한용